# スピンネーカー

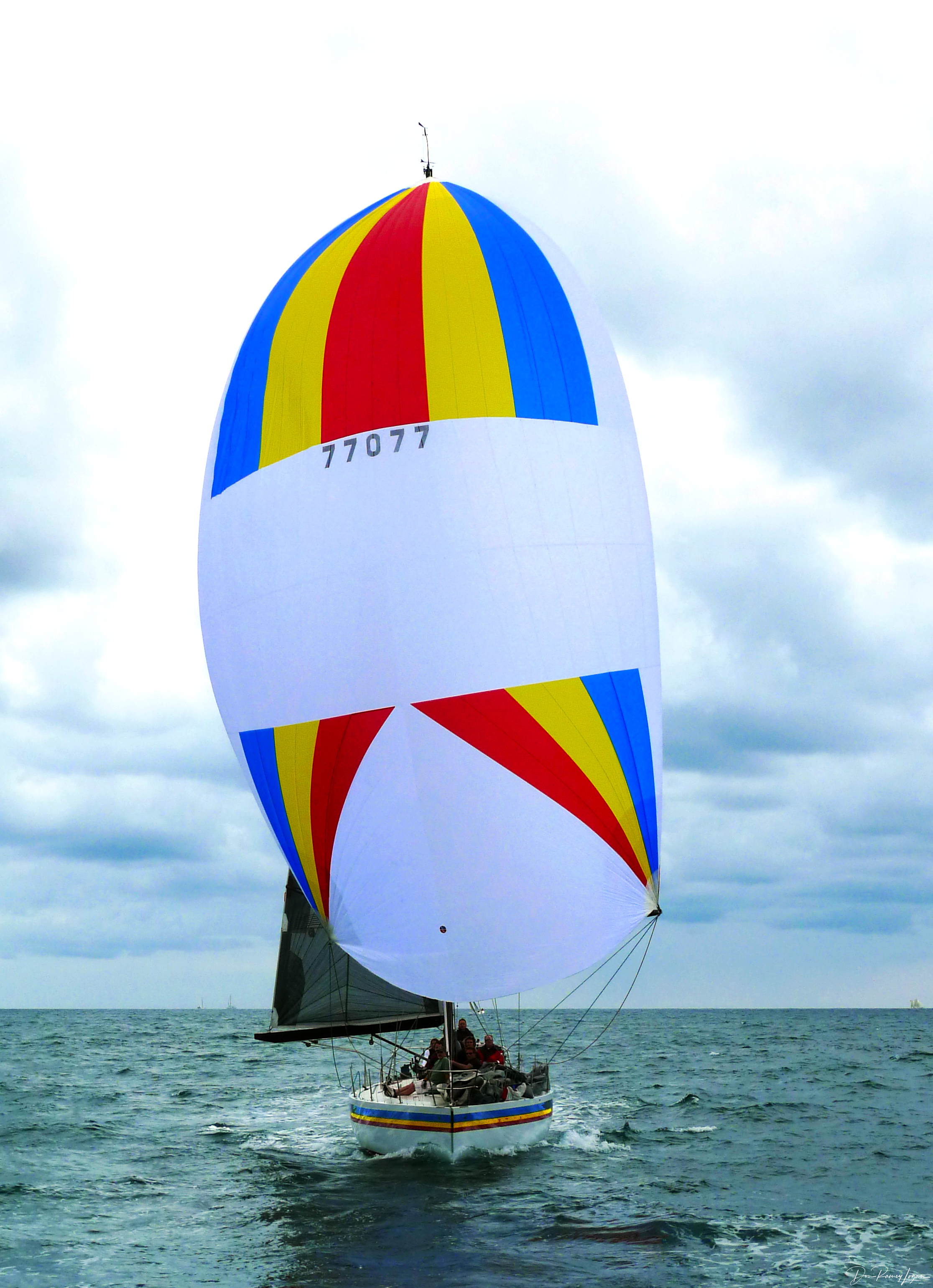
アマンテ、カリフォルニア州ニューポートビーチの1983年「チョート48」、2015年2月に対称型スピンネーカーで走る

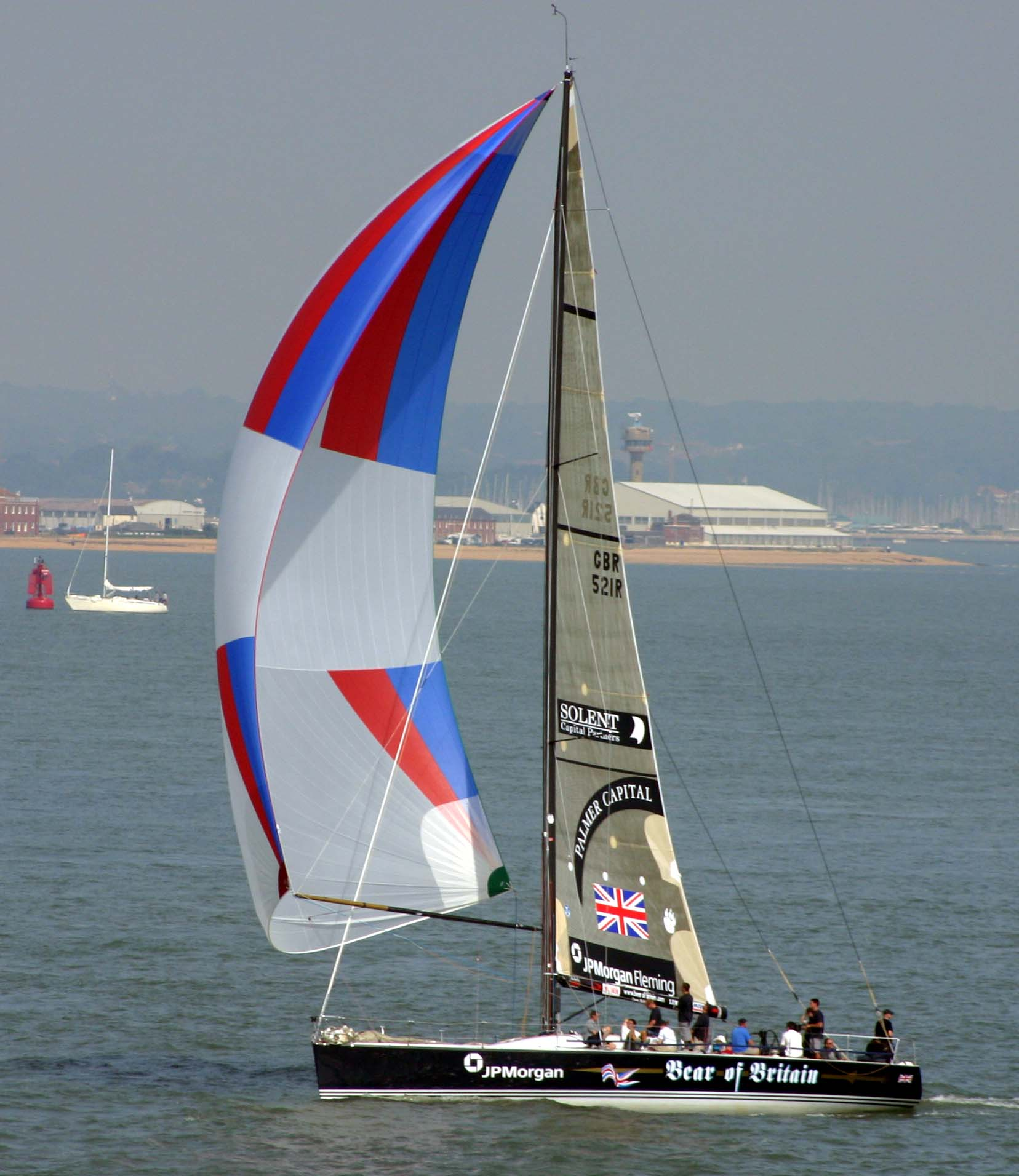
英国のクマ、カルショットスピットの前にマストヘッドスピンネーカーを備えたファー52

スピンネーカー（英語：spinnaker）はヨットなどの帆船において追い風で効率よく進むために設計された帆。向かい風では使用できない。スピネーカー、スピンとも呼ばれる。風下に船首を向けている場合には、スピンネーカーは船の前方に風船のように展開される。素材としては軽量の帆布、通常はナイロンで構成されている。パネルとシームの形状により、リーチングスピンネーカーまたはランニングスピンネーカーなど、特定の範囲の風の角度に最適化することができる。
スピンネーカーは、構造と外観の両方でパラシュートに似ているため、カイトまたはシュート（クルージング・シュート）と呼ばれることもある。一方、「スピンネーカー・シュート」とは、スピンネーカーの展開と回収に使用するための船体艤装を指す。

## はたらき

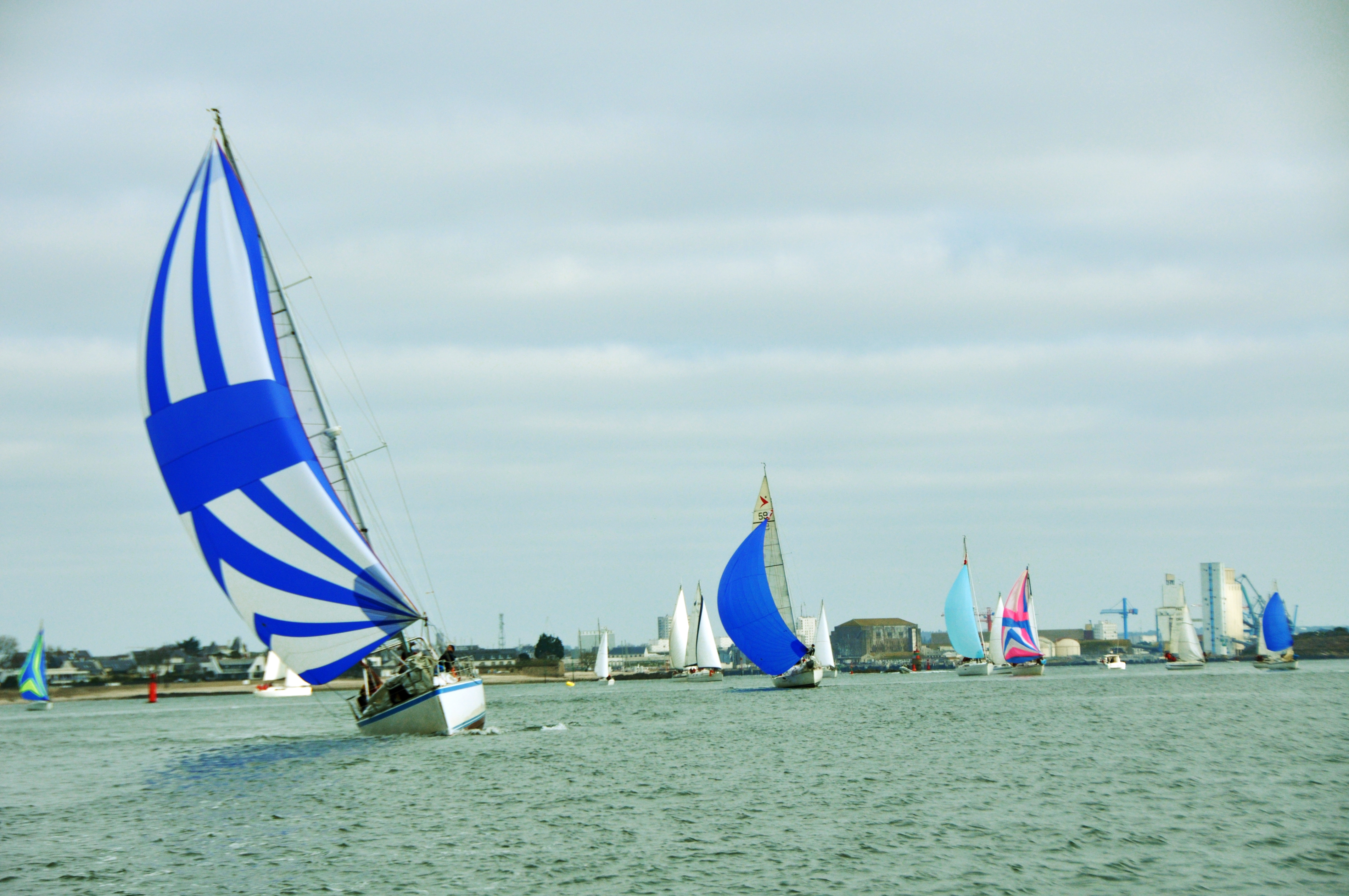
ロリアン（フランス）でのレガッタ中にスピンネーカーを使用するボート。

対称型スピンネーカーは膨らみが大きくほぼ半球形になっている。風の向きに移動するときは、揚力と抗力の両方が前方への推進力となる。リーチングの場合は、風の流れによる揚力の影響が大きいため、薄く（膨らみが小さく）展開される。
適切に設計されたスピンは、風を捕えると前縁がぴんと張られる。前縁がカーブを描くと、揚力が減り、スピンが崩れにくくなる。このような帆は、展開時に滑らかな曲線を持ち、生地の一貫性のない伸びによって引き起こされる気泡やくぼみはない。滑らかなカーブから外れると、セールの風下側の空気の流れが分離し、揚力が低下し、パフォーマンスが低下する。
スピンネーカーの特殊な操作にパンピング(pumping)があり、絶妙なタイミングで強く左右のロープを引くと船を一時的に加速させることができるが、原則としてヨットレースでは反則とされている。しかしこの技はスピンネーカーを張った状態で維持するためのトリミングと判別が困難である。

## 分類
スピンネーカーには、その特定の帆に対称面が存在するかどうかに応じて、「対称」と「非対称」の2つに大別される。非対称スピンネーカーはジブのように働き、対称スピンネーカーのように前方ではなく、側面から揚力を発生させる。これにより、対称スピンはランニング（追い風）時に、非対称スピンはリーチング時に適したセールになっている。完全装備のレーシングボートには、あらゆるコースや風域をカバーするために、対称と非対称の両方のスピンが多数積み込まれているが、クルージングボートはほとんどの場合、幅広く向きを選択でき取り扱いが簡単な非対称スピンを使用する。

### 対称スピンネーカー

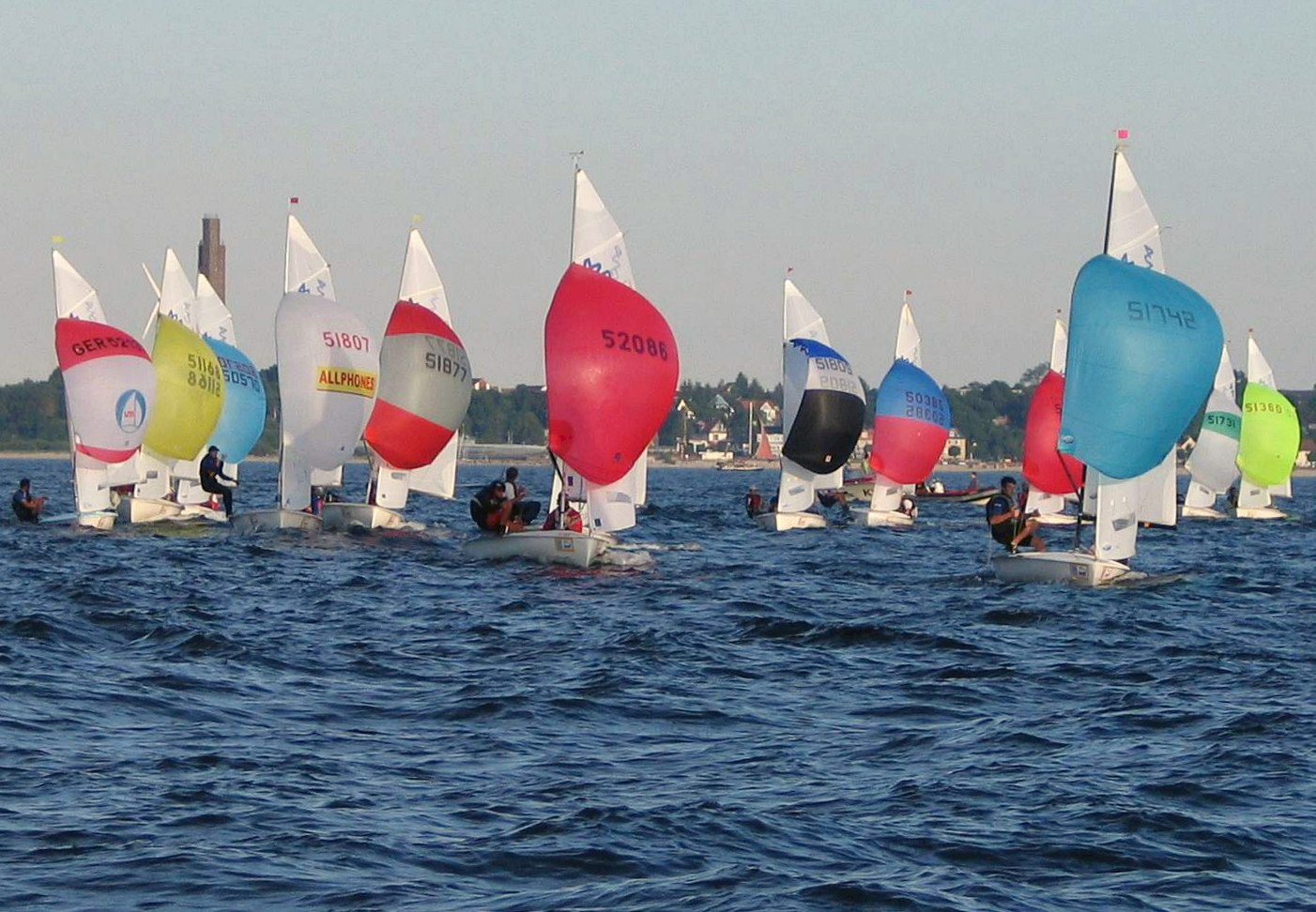
対称スピンネーカーを備えた420クラスのディンギー。

対称型は最も古典的なタイプで、シートと呼ばれるロープがスピンネーカーの下側の2つの角を端点として船に沿って対称的に張り巡らされている。風上側のシートはガイと呼ばれ、帆のタックと呼ばれる角に取り付けられており、スピンネーカーポールによって固定されている。風下のロープはそのままシートと呼ばれる。ガイとシートを動かすことで、帆の形状を操作することができる。スピンポールはジャイブごとに動かす必要があり、初心者には非常に扱いづらい。対称スピンは風下のすべての方向に航行することができる。
風を横切って航行する（リーチング）時の対称スピンは、気流が剥がれていない前方4分の1でほとんどの揚力を発生させる。スピンがリーチングに正しくセットされている場合、対称スピンの前縁は風とほぼ平行である必要があるため、前縁上の空気の流れはセールに沿って流れる。また、セールカーブはスピンの風下側に付着した流れのみを許可する。走行中、スピンは最大の抗力が得られるように角度が付けられ、スピンポールは見かけの風に対して直角になる。対称スピンは、3つの角にロープがつながっているため、しまう際には注意が必要である。

### 非対称スピンネーカー
大きなジブに似ており、スピンポールから飛ばされる非対称スピンネーカーは新しいアイデアではなく、その歴史は少なくとも19世紀にまでさかのぼる。しかし1980年代になって、新たな発想のスピンが登場した。
1960年代以降、カタマランクラスをはじめとする多くの高速セーリング艇において、帆が風をはらんでいない状態で直接風下に向かうよりも、帆を横切る効率的な気流で一連の広い範囲を風下に向かって航行する方が速いことがわかっていた。アンドリュー・バックランドは、18フィートのスキフがスピンポールをフォアステイにつけたままセーリングできることやポールをなくしバウスプリット（固定式または格納式）にスピンをセットすることで簡素化を図れることに気づいた。こうした発想はすぐに、古いジブスタイルの非対称セールよりも従来のスピンによく似たラフが緩やかなセールに進化していった。このような格納式のバウスプリットと非対称スピンを組み込んだ最初の近代的なオフショアヨットは、J/Boats J/105であった。
このようなスタイルは、セーリングの世界に急速に広まった。セールのタックは、ジェノアのように船首に取り付けることができるが、多くの場合、バウスプリットに取り付けられる。スピンが特別なバウスプリットに取り付けられている場合、スピンとジブを同時に張ることもできる。そうでない場合、スピンはジブによって邪魔されてしまうため、スピンの使用中はジブを巻き上げる必要がある。
非対称スピンにはジブと同じように2本のシートがあるものの、ラフの長さに沿ってフォアステイに取り付けられておらず、セールの角にのみ取り付けられている。対称スピンとは異なり、非対称のものは船首またはバウスプリットに固定されているため、スピンポールを必要としない。ジャイブの際には、1本のシートを解放し、もう1本のシートを引っ張ることで、フォアステイの前方で帆を張り替えるだけなので、ポールを付け替える必要のある対称スピンと比べて非常に簡単である。非対称スピンは対称スピンを用いた場合よりも風下に直接航行するのには適していないため、代わりに艇は風下にジグザグコースを航行し、大きくジャイブをする。艇のスピードに応じて船から見て「見かけの風」が発生するため、スピードが出るとより風下に航行できるので、高速滑走ディンギーに特に効果的とされる。また、扱いやすさが重要なクルージングヨットにおいてもクルージングスピンネーカーやクルージングシュートの形で特に役立つ。

#### クルージングシュート
クルージングシュートは、クルージングヨットで使用される非対称スピンの一種で、人数が足りなくても簡単に使用できるように設計されている。2本のシートを使用し、ジャイブする前にタックラインを1フィートほど緩めてジャイブする。あるいは、ジャイブ前にスピンを回収し、1本のシートのみを使用してジャイブをする。

### 命名法
多くのヨットには、特にレース時に複数のスピンネーカーが搭載されている。それらを区別するための一般的な命名法を説明する。数字は通常、サイズを示すために使用される。数字が小さいほど帆が大きく、数字が大きいほど帆が小さいことを示す。これは、他のヘッドセール（ジブやジェノアなど）に使用される数字と同様である。それに加えて、非対称の場合はA、対称の場合はSが数字の前に置かれる。例えば、あるヨットにはS2とA1のスピンが積まれる、といった具合である。
次のコードは、対称と非対称両方のセールに使用される。
- コード1は、弱風下でのリーチングセールであり、低速時の見かけの風の角度が、船の角度に大きく影響する。
- コード2は、中風下でのランニングセールで、追い風時に使用される。
- コード3は、中風下でのリーチングセールで、風に対して横方向に進む時に使用される。
- コード4は、強風下でのランニングセールで、通常予想される最も激しい風で使用される。
- コード5は、強風下でのリーチングセールで、通常予想される最も激しい風で使用される。
- コード6は、嵐の際に使われるセール。

### コード0
コード0（非対称）は、1997年の「ウィットブレッド世界一周ヨットレース」において優勝したポール・カヤードの<EF Language>号のために、ロバート・”フッキー”・フックによって開発された、タイトリーチングセールである。ラフは可能な限り真っ直ぐで、セールは他の非対称スピンネーカーよりも平坦。そのため、強度を支えるために高弾性のラフラインで作られ、スピンネーカーよりも重く、伸縮性の少ない生地で作られている。

## スピンネーカーの展開

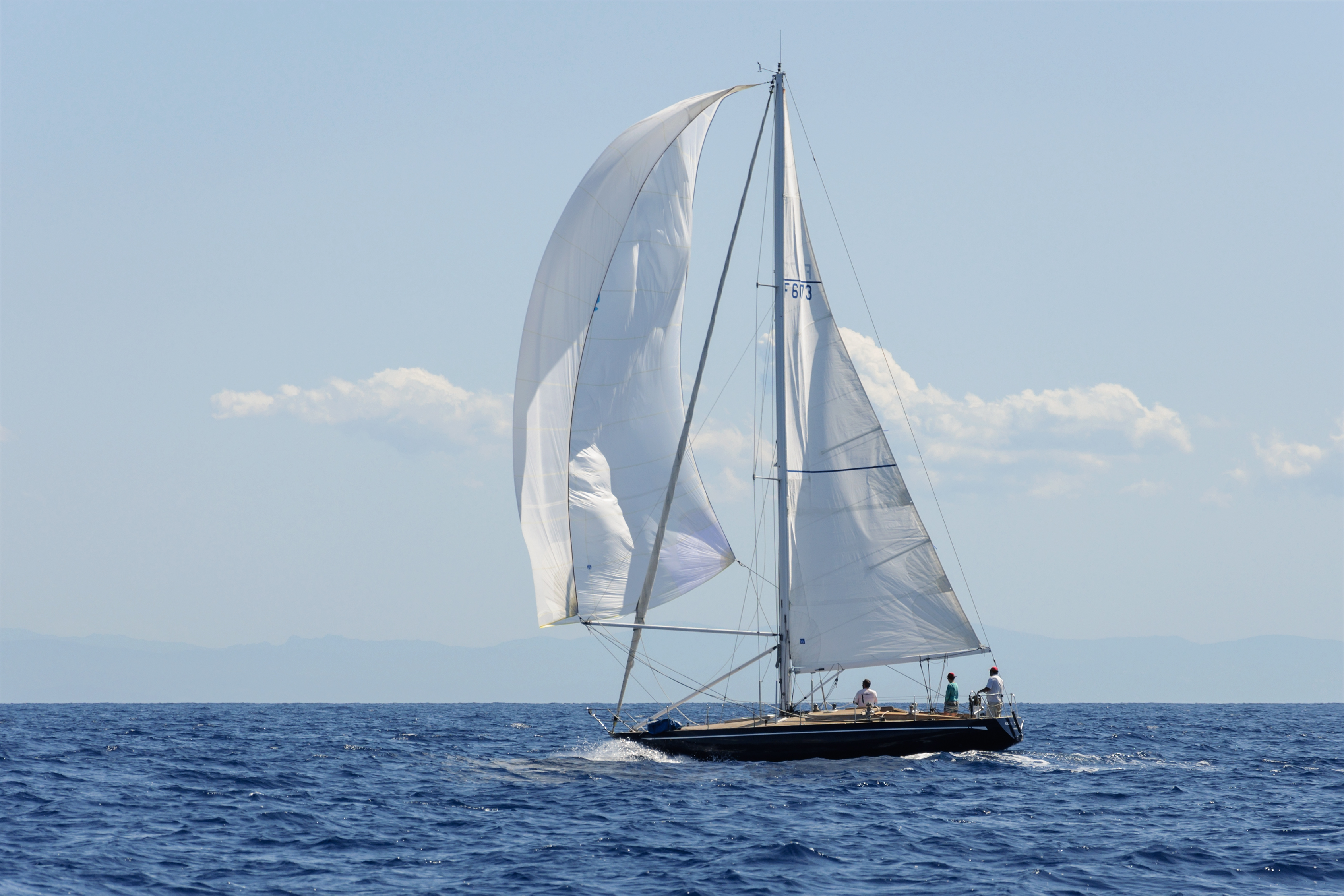
AigueBluが「CorsicaClassic2013」ヨットレースでスピンネーカーを上げる

スピンネーカーは常時使われているわけではなく特定の場合にのみ使用されるため、スピンを展開及び回収する作業は、セーリングの最中に行われることが多い。スピンはメインセールの2倍以上のサイズであることが多く、すぐに風を受けて張ってしまうため、難しい作業になる可能性がある。

### 対称スピンネーカーの索具
通常、対称スピンネーカーは「タートル」と呼ばれる独自のバッグに収納されており、すぐに取り出せるように3つの角が上部にある。クリュー（下隅）は、シートと呼ばれるロープによって操作される。シートはフォアステイの前（外側）に走り、ボートの後ろに通じている。ヘッド（上隅）は、帆をマストまで持ち上げるために使用されるスピンネーカーハリヤードに取り付けられている。
対称スピンは、風上側のクリューをスピンネーカーポールに固定する。ポールはマストに取り付けられており、セールの風上の端を所定の位置でキープする。スピンポールを制御するシートは、ガイまたはブレースと呼ばれる。スピンポールは風の力で上下に動くようにすることができる。もしくは、ポールの角度を上げたり（トッピングリフト）下げたり（フォアガイまたはダウンホール）するためのロープが取り付けられている場合もある。これらのロープを使用する場合は通常、出航前にセットされ、スピンが収納されている場合でも所定の位置に残される。
スピンは風下に向かうときの帆であるため、使用中にタッキングすることはなく、ジャイブのみ行われる。対称スピンでジャイブをするとき、ポールは一方のクリューから取り外され、反対側のクリューに取り付けられる。これは常に風上側のクリューにポールが取り付けられるということである。これを行うには2つの方法がある。一般的に小型ヨットでは、マスト側のポールを外し、それを反対側のセールに繋ぐことで、end-for-endのジャイブが行われる。ジャイブ前にセール側だった方はセールから取り外されてからマストに取り付けられる。これにより、手順中にポールが緩むのを防ぎ、シートとガイとして交互に使用する2つの制御ラインのみを使用できます（これについては以下で詳しく説明します）。このやり方では、両端に同じ構造を備えたポールが必要となる。一方、大型のヨットでは、ポールをマストに取り付けたままで、ヘッドステーをクリアできるまでポールの前端を下げ、ジャイブ後にトッピングリフトで高さを適切な位置に戻すディップポールジャイブを行う。新しいコースで帆の角度を設定するために、ガイは以前と同じように調整される。ディップポールジャイブは、マスト側とセール側で構造が違うポールを使用できる。
小型のヨットは、各クリューにつき1本のロープのみを使用することが多い（ガイとシートを兼ねる）。スピンポールの先を通る風上ロープはガイと呼ばれ、風下側のロープはシートと呼ばれる。したがってジャイブの前後でこれらの役割、名前は逆になる。大型のヨットは、両側にシートとガイの両方を使用することを選択できる。ガイはより太いロープが用いられる。2セットのロープがあると、ジャイブ中はスピンは2本のシートで張られているため、船首とマストの船員が一方のガイをポールから取り外しもう一方に取り付けるときに、張力がかからず、ジャイブを簡単に行える。
スピン回収の手順は複数のステップからなり、テイクダウンは風の向きによって異なる。まず、風上のクリューがスピンポールから外され、ガイが解放される。これにより、スピンはメインセールの裏に回り込むので、そこで船員がフット（スピンの下側）を集める。その後、ハリヤードを下げ、船員がスピンを集めて慎重に「タートル」に詰め込む。その際、角を外に出しておくことで、次の展開に備えておく。ただし、状況に応じて、スピンを回収する方法は他にもたくさんある。コックピットに引き戻してから引き下げ、次のホイストまでにしまうか、デッキ前方のハッチに引き込んで次のホイストまで置いておく方法もある。

### 非対称スピンネーカーの索具
対称スピンのように、非対称のスピンは普通「タートル」にしまわれていて、簡単に展開できるように角を上に出している。対称スピンは「ガイ」と「シート」で張られるが、非対称スピンは「タックライン」と「シート」を用いる。タックは船首または（多くの場合引き込み式の）バウスプリットに取り付けられ、2本のシートはクリューに取り付けられる。セールの最上部は、セールを上げるために使用されるスピンネーカーハリヤードに取り付けられている。そしてシートは、フォアステイのそれぞれの側に通される。それらは、タックラインとフォアステイの間で、非対称スピンのラフの前方、または後方を通過する可能性がある。船体の風下側のシートは帆をトリムするために使用されるが、反対側のシートは操作に影響せずたるんでいる。多くの場合、スピンネーカーのラフの張力を調整できるようにするために、前側の角にタックラインが使われる。タックをボートの中心線の近くに保つために、ダウンホールまたはタックラインで調整可能なスライディングカラー（パーレルビーズやタッカーなどによって巻き上げられたジブの上に乗ることが多い）をフォアステイに取り付けることができる。これにより、タックがフォアステイを上下にスライドしてラフテンションを調整することができる。レーシングボートでは、非対称のタックが格納式のバウスプリットに取り付けられることがよくある。これにより、前三角領域が拡大し、ジブとの干渉を防止できる。この傾向がレーシングボートでより一般的になるにつれて、クルージングボートにも同様の適応がもたらされる可能性がある。
非対称スピンのジャイブはスピンポールがないため、対称スピンに比べ全く複雑ではない。ジブで行うのと同じように、必要なのはシートを切り替えることだけである。ただし、非対称スピンはまだフォアステイの前を飛んでいるため、操作は逆になります。ロードされたシートは緩められ、反対側のシートが引き込まれる。これにより、帆がフォアステイの前を通過し、船の新しい風下側にシートされます。
非対称スピンの回収は、対称スピンと同様になる。シートが解放され、帆がボートの前に集められる。その後、帆のフットが集められ、ハリヤードが解放され、帆が下がり、そこで「タートル」に詰められる。

### ダウシングソックス
ダウシングソックス、スピンネーカースリーブ、スナッファー、または単にソックスなどと呼ばれる道具はスピンネーカーの展開と収納を簡単にするために使用される。ダウシングソックスは長い布製のチューブで、片方の端にリングが付いて開いた状態が保たれている。スピンネーカーはダウシングソックスに収納されているので、最初のステップはダウシングソックスをセットアップすることになる。ダウシングソックスには2本のロープが付いていて、1つはダウシングソックスを引き下げるためにリングのブライドルに取り付けられ、もう1つはダウシングソックスを上げるために、リングから上部を通って内側にあり、下に戻る。これらのロープは、ループを形成するために、同じ線の両端である場合がある。スピンネーカーのヘッドはダウシングソックスの上部に取り付けられており、リングはタックまで下がっている。得られたバンドルはスピンネーカーバッグに詰められる。ダウシングソックスの上部には、スピンネーカーハリヤードに取り付けるためのつくりがある。
スピンネーカーが通常通り展開されてもダウシングソックスが所定の位置にあると、スピンネーカーは風を捉えることができない。スピンを上げて、ガイがセットする準備ができたら、ダウシングソックスを上げてスピンを解放する。スピンが展開されている間は、ダウシングソックスはスピンのヘッドに束ねられたままになる。スピンを回収するには、シートまたはタックを解放し、ダウシングソックスを引き下げて帆を集める。その後、ハリヤードを落とし、帆を畳むことができるようになる。

## スピンネーカーシュート
スピンネーカーシュートは、フォアステイ近くのデッキにある、スピンネーカーの展開と収納のための筒または開口部である。現代のディンギーや古いクラスでも新しくなったものでは一般的に見られる。スピンをシュートに回収できるようにするために、1つまたは複数の回収パッチがスピンに取り付けられ、そこにスピンハリヤードのテールが取り付けられているか、通されている。したがって、スピンとそのハリヤードは、シュートを通る連続ループを形成する。
スピンネーカーシュートが船自体を貫通していて水を通さない必要がある場合、密封可能な硬い筒の構造をとり船の両側に設置される。その必要がない場合は、布製の筒を使用して、下ろしたスピンを収納する。スピンネーカーシュートはさまざまなタイプのスピンについて使用できる。非対称スピンは、スピンネーカーシュートと共に用いられることが多い。

## 語源
名前の起源は諸説あり、ウェブスター辞典には由来は不明と記されているが、いくつかの辞書では、一般的にSpinxを誤って発音してスピンネーカーになったとされ、スフィンクス号と呼ばれるヨットに起源をさかのぼることができることを示唆している。一つの説としては、この帆を最初に使用したのがカウズのヨットの一隻だったスフィンクス号だったことから「スフィンクス・エーカー」と呼ばれ最終的には「スピンネーカー」になったと言われている。スフィンクス号は1865年にソレント海峡を航海するときにスピンネーカーを使用している。この言葉が最初に記録された事例は1866年のヨットカレンダーとレビューの8月版である（p.84）。さらに、この用語は、もともとガフが前後に装備された帆であるスパンカーの影響を受けた可能性もある。
別の説ではスピンのアイデアはレーシングヨット、ニオベ号の所有者であるウィリアム・ゴードンによって1865年に考案されたということです。彼は自分のヨットにちなんで帆に名前を付けたかったのだが、乗組員がコメントで「今、船のスピンさせるための帆があります（Now there's a sail to make her spin.）」から「スピンメーカー」になり、一般に受け入れられている用語であるスピンネーカーに変化した。彼は当時のヨットの世界では「スピンネーカー・ゴードン」として広く知られていた。
ただし、テムズ川のセーリングバージの船長は、ジブステイセールにスピンネーカーという用語を使用していることも指摘されている。これらのボートの他の日焼けした帆とは異なり、スピンネーカーは通常白い色でした。したがって、この用語は「風の前を走ることを意味する、古い単語"スプーン"と関連している」可能性があることが示唆されている（en:Spindriftを参照）。スプーンへの動詞の初期の使用は16世紀にさかのぼることができる。スピンドリフトという用語でのスプーンからスピンへの変化は、地元のスコットランドの発音に起因している。ただし、メリアムウェブスターの辞書によると、スピンドリフトは、「強風の前に運転する」という意味の、スコットランド方言のspeen （スプーンではない）の発音に由来している。
さらに、古くから存在していたとする説もある。USSコンスティチューションの航海日誌の記録に登場している。1812年7月13日月曜日の航海中の記録の冒頭には「午前12時から午前4時まで穏やかなそよ風と午前1時に雨が降る厚い曇りの天気がメインセールを引き上げ、午前3時半にはスピンネーカーを展開し、メインセールをセットしたJST（ジョン・T・シュブリック中尉）。」と記されている。